# Pierre Frieden
Pierre Frieden (28. října 1892 Mertert – 23. února 1959 Curych) byl lucemburský politik. V letech 1958–1959 byl premiérem Lucemburska. Zemřel v úřadě po osmi měsících mandátu. Zastával též post ministra vnitra, rodiny, školství, kultury a vědy. Za druhé světové války byl Němci vězněn v koncentračním táboře v Hinzertu. Napsal několik knih esejů, v němčině i francouzštině, v nichž rozvíjel svou ústřední koncepci katolického humanismu (De la primauté du spirituel, Variations sur le thème humaniste et européen, Vertus de l'humanisme chrétien, Meditationnen um den Menschen). Byl představitelem křesťansko-demokratické Chrëschtlech Sozial Vollekspartei.

## Vyznamenání
- komandér Řádu za zásluhy – Portugalsko, 12. listopadu 1988[1]